# 1393 Софала
1393 Софала (1393 Sofala) — астероїд головного поясу, відкритий 25 травня 1936 року.
Тіссеранів параметр щодо Юпітера — 3,490.
Названо на честь провінції Софала у Мозамбіку.